# Крог
Крог (словен. Krog, мађ. Korong) је насељено место у општини Мурска Собота, Помурска регија, Словенија.

## Историја
До територијалне реорганизације у Словенији био је у саставу старе општине Мурска Собота.

## Становништво
У попису становништва из 2011. године, Крог је имао 1.132 становника.
| Број становника према пописима | Број становника према пописима | Број становника према пописима |
| ------------------------------ | ------------------------------ | ------------------------------ |
| 1991                           | 2002                           | 2011                           |
| 1.030                          | 1.096                          | 1.132                          |